# Olpidium radicale
Olpidium radicale är en svampart som beskrevs av Schwartz & Ivimey Cook 1928. Olpidium radicale ingår i släktet Olpidium och familjen Olpidiaceae.   Inga underarter finns listade i Catalogue of Life.